# BLU-82
Pour les articles homonymes, voir BLU et 82 (nombre).
Le système explosif BLU-82B/C-130, surnommé le Daisy Cutter (littéralement « faucheuse de pâquerettes / marguerites ») lors de la guerre du Viêt Nam et Commando Vault lors de la guerre d'Afghanistan de 2001, est une bombe conventionnelle de 6 800 kg transportée par un avion Lockheed C-130 Hercules.

## Caractéristiques

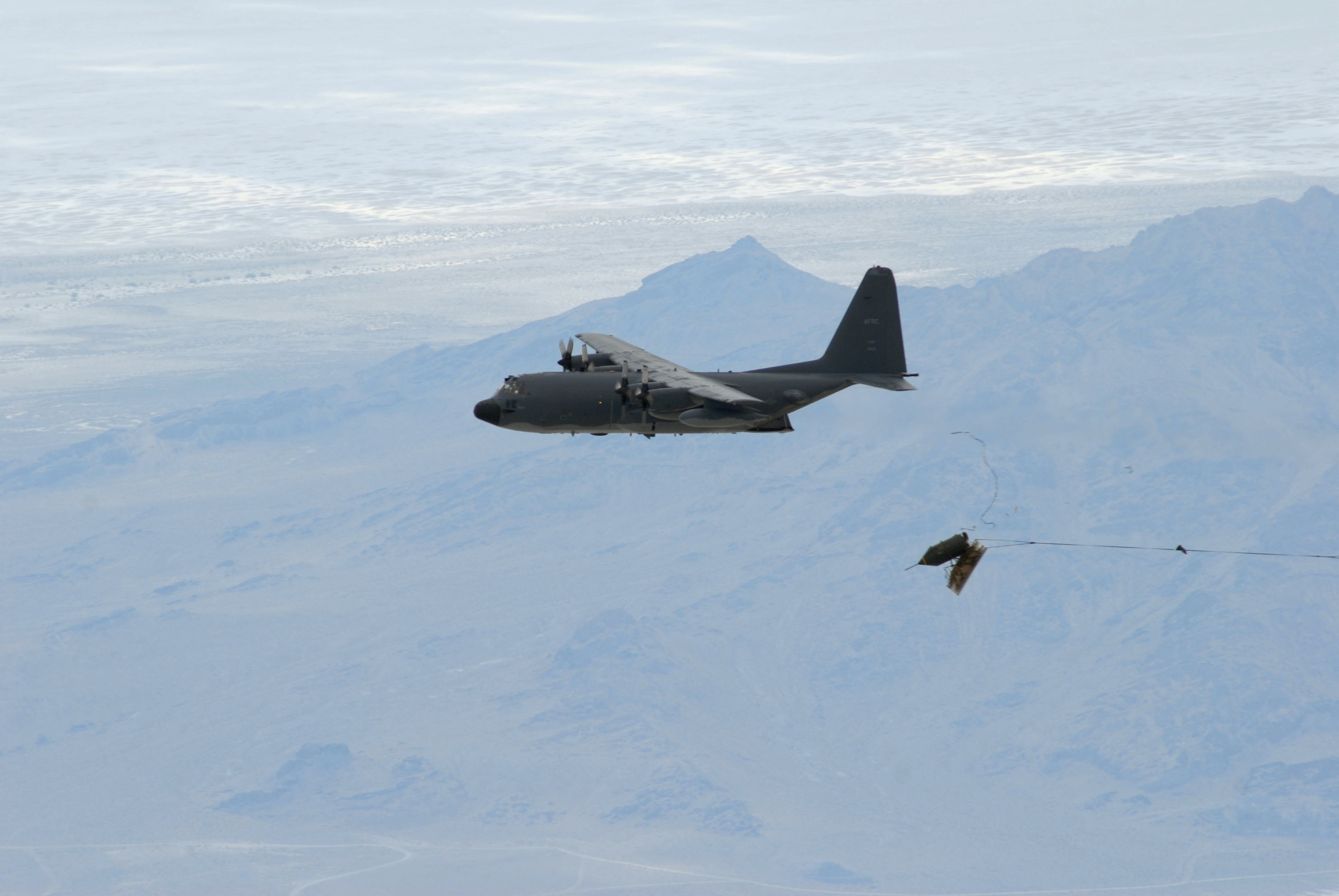
Largage de la bombe depuis un Lockheed C-130 Hercules le 15 juillet 2008.

Conçue à l'origine pour rapidement créer une zone dégagée dans les jungles du Viêt Nam destinée à l'atterrissage d'hélicoptères ou à des positions d'artillerie, elle a été utilisée en Afghanistan comme une arme anti-personnel, tout comme une arme d'intimidation en raison de son grand rayon d'action (qui se situe entre 90  et   275 m — 300 et 900 pieds — selon les sources) couplé à un flash lumineux et un bruit détectable à de grandes distances. 

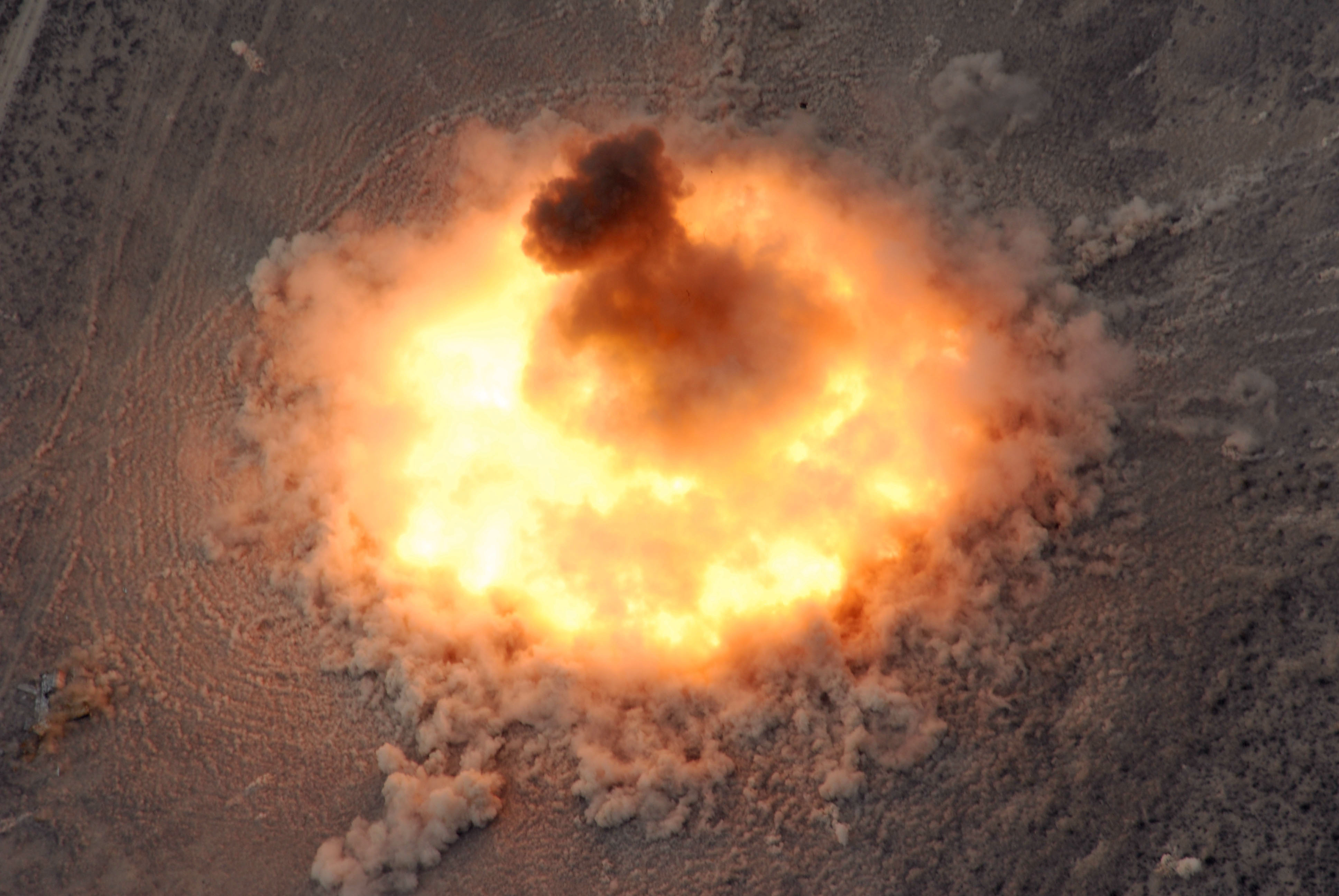
Explosion de la dernière BLU-82 sur le Utah Test and Training Range le 15 juillet 2008.

## Historique
Construite à 225 exemplaires pour remplacer les bombes M121 (en), sa première utilisation au combat  eut lieu le 23 mars 1970 lors de la guerre du Viêt Nam. Elle a été larguée au nord de Long Tieng, au Laos, durant la Campagne no 139.
Pendant plusieurs décennies, la BLU-82 est restée la plus puissante des bombes conventionnelles. Le 15 juillet 2008, la dernière BLU-82 opérationnelle a explosé au-dessus du Utah Test and Training Range.
Dans l'arsenal américain, elle est depuis supplantée par la GBU-43/B ou Massive Ordnance Air Blast Bomb, dérivée de la BLU-82 et qui serait elle-même, selon des sources russes, supplantée par la bombe russe thermobarique d’aviation à puissance accrue (АВБПМ) dite "père de toutes les bombes", forte de 7,8 tonnes d'explosifs à haute puissance.